# Водафон парк
Водафон парк је свестрани, вишенаменски стадион у округу Бешикташ у Истанбулу, Турска. То је стадион Бешикташа. Стадион је изграђен на месту некадашњег стадиона Бешикташа, БЈК Инону стадион. Има капацитет од 41.188 седећих места, након што је првобитно планирано да има капацитет од 41.903 седећи места.
Водафон паркрасполаже са 144 извршних апартмана и једним "1903 Lounge" који може да прими до 1.903 гледалаца. "1903 stand" има капацитет од 636 седећих места. ВИП места на стадиону опремљена су „ФУНТОРО” стадионом и ареном - интерактивни монитори високе дефиниције који обезбеђују ТВ пренос, системе за рекламирање, информације о играчу итд. Нови стадион такође има 2.123 квадратних метара ресторана, 2.520 квадратних метара тераса ресторана и ВИП паркинг капацитета од 600 возила. Тло је "паметан стадион", где фанови уживају у стадионској визији и брзој Ви-Фи технологији, планираној у сарадњи са Cisco.
Радови на рушењу на стадиону БЈК Инону почели су 2. јуна 2013. године, након завршетка доигравања за Другу лигу Турске. Процењени трошкови пројекта у то време износили су око 80 милиона долара. Нови стадион је дизајнирао Bünyamin Derman из ДБ архитеката. Стари стадион је срушен, осим штанда Eski Açık, јер се овај штанд и његове куле сматрају историјским споменицима од стране владе. Eski Açık штанд је преуређен тако да личи на изглед античког амфитеатра. Нови стадион је дизајниран да буде "у складу са природним и историјским пејзажима Босфора" када се види са мора.

## Историја

### Локација
Године 1936, председник Мустафа Кемал Ататурк позвао је у Турску француског архитекту и урбанисте Хенри Прост (1874–1959). Био је задужен за припрему истанбулског урбаног планирања и обнове, који је трајао до 1951. У првом плану, Прост је сматрао да би округ Офисли могао бити добра локација за градски стадион. Међутим, гувернер Истанбула, Мухитин Устундаг, замолио је Проста да постави стадион у дистрикт Долмабахче уместо штале у палати Долмабахче као свршени чин у свом главном урбанистичком плану који је ступио на снагу 1939. године.

### Конструкција
Стадион БЈК Инону, првобитно назван Долмабахче стадион, дизајнирао је италијански архитекта Паоло Вијети-Виоли, који је сарађивао са турским архитектима Синаси Ирахингираем и Фазилом Асуом за припрему пројекта. Први темељ је постављен 19. маја 1939. године, али је изградња прекинута због избијања Другог светског рата. Стадион је свечано отворен 19. маја 1947. године од стране Исмета Инонуа, другог председника Турске и самог Бешикташа, и Лутфи Кирдара, гувернера Истанбула.
Почетни капацитет био је 16.000. У првобитном плану пројекта, на штанду Ески Ачик биле су две бронзане статуе спортиста: једна је бацала диск, а други бацала копље. Међутим, статуе никада нису изграђене због финансијских разлога. Фабрика уља која је пронађена иза стадиона је срушена да би се изградио штанд Јени Ачик на западном делу стадиона 1950. године (отуда и име Јени Ачик, што значи Нови Опен-топ, који се односи на два покривена штанда (Нумарали и Капалıи), и два штанда на отвореном врху (Ески Ачик и Јени Ачик), 1952. године стадион је преименован у Мухтат Паша стадион, а касније 1973. преименован у стадион Инону. Између Бешикташа и Министарства омладине и спорта у фебруару 1998. године, који је дао сва права на коришћење стадиона Инону Бешикташ на 49 година.

### Први фудбалски меч
Прва фудбалска утакмица на стадиону Долмбахче одржана је између Бешикташа и АИК Стокхолм из Шведске, 27. новембра 1947. године, а први гол на стадиону постигао је Сулејман Себа. Сулејман Себа је најпознатији и најдужи председник клуба (1980-их и 1990-их) када је био играч за Бешикташа. Бешикташ је изгубио овај меч 3-2.
Галатасарај и Фенербахче су делили стадион са Бешикташом дуги низ година, пре изградње стадиона Турк Телеком Арене тад званом Али Сами Јен за Галатасарај 1964. године и реновирања стадиона Шукру Сараџоглу
за Фенербахче 1982. године.

### Реновирање
Радови на реновирању одржани су на БЈК Инону стадиону 2004. Тартан стаза је уклоњена у оквиру ових активности, а ниво тла је спуштен за 4 метра да би се капацитет стадиона повећао на 32.145 седећих места. Седишта за штампу су премештена на штанд Нумарали са штанда Капали. Ложе које су пронађене у средишту стајалишта Капали су срушене. Број капија је удвостручен. Унутар стадиона изграђен је прес центар за ТВ Бешикташ. Санитарије и пултови за храну су реновирани. Јени Ачик штанд је био прекривен металном структуром. Рад је обављен у складу са стандардима УЕФА.

### Пројекат за нови стадион
Због јединствене локације стадиона БЈК Инону, који се сматра једним од најбољих на свету, и његовог правног статуса као "историјског споменика" заштићеног од стране Високог турског већа споменика, пројекат обнове морао је бити измењени и одложени неколико пута и сви званични захтеви, напори, покушаји обнове су одбијени. Године 2008, бивши председник клуба Илдирим Демирорен покренуо је пројект дизајниран од стране ХОК спорта, с пројектним капацитетом од 42.000 седећих места. Међутим, овај пројекат је такође отказан због забринутости око тога како нови пројекат није одговарао историјском окружењу у Бешикташу. Коначно, садашњи председник клуба Фикрет Орман је 2013. године завршио административне процедуре након проширених бирократских размена и добио све потребне дозволе предлажући специфичне циљеве дизајна.

### Промена имена стадиона
Турски председник Ердоган је 26. маја 2017. објавио да је упутио свог министра спорта да уклони реч 'арена' са свих стадиона широм земље. Дан касније Фудбалски савез Турске је потврдио да ће реч бити уклоњена. Недељу дана касније, Бешикташ је објавио да је Водафон арена преименована у Водафон парк.